# Virus cúm A/H1N1
Virus cúm A(H1N1) là một chủng virus cúm A và là nguyên nhân của hầu hết bệnh cúm trên người.
Tháng 6 năm 2009, Tổ chức Y tế thế giới đã thông báo một biến thể mới của H1N1 có nguồn gốc từ lợn là nguyên nhân của Đại dịch cúm 2009. Biến thể này thường được truyền thông đại chúng gọi là "cúm heo" hoặc "cúm lợn".
Năm 2018, virus này và một số biến thể đang có chiều hướng bùng phát trở lại tại một số quốc gia Châu Á.

## Cúm A/H1N1 là gì?
Cúm A(H1N1) là bệnh nhiễm trùng đường hô hấp cấp tính do virus cúm A(H1N1) gây nên. Bệnh có khả năng lây nhiễm rất cao và lây lan nhanh trong cộng đồng. Tổ chức Y tế thế giới đã cảnh báo dịch ở cấp độ 6, cấp độ cao nhất và là đại dịch trên quy mô toàn cầu.
Cho tới cuối tháng 7 năm 2009, dịch đã lan rộng ra trên 160 quốc gia thuộc cả năm châu lục với hàng trăm ngàn trường hợp mắc và hơn một nghìn trường hợp tử vong.
Tại Việt Nam, ca bệnh cúm A(H1N1) đầu tiên xâm nhập vào Việt Nam từ ngày 31 tháng 5 năm 2009. Đến ngày 30 tháng 7 năm 2009 đã có gần 800 trường hợp mắc ở gần 30 tỉnh, thành phố trên cả ba miền Bắc, Trung, Nam và đã có trường hợp tử vong. Tuy nhiên rất đáng lo ngại là dịch đã lây lan nhanh ra cộng đồng và đặc biệt đã xảy ra tại một số trường học.
Dự báo dịch sẽ tiếp tục lây lan nhanh và rộng trong cộng đồng vào thời gian tới, nhất là khi các trường học, nhà trẻ bắt đầu năm học mới nếu không thực hiện tốt các biện pháp phòng chống dịch.
Bệnh lây truyền từ người sang người theo đường hô hấp, qua các giọt nước bọt hay dịch tiết mũi họng khi người bệnh ho, hắt hơi, hoặc lây qua tiếp xúc với một số đồ vật có chứa virus rồi qua bàn tay đưa lên mắt, mũi, miệng. Người mang virus cúm A(H1N1) có khả năng truyền virus cho những người xung quanh trong thời gian 1 ngày trước tới 7 ngày sau, kể từ khi có triệu chứng của bệnh. Bệnh lây lan càng mạnh, càng nhanh khi có sự tiếp xúc trực tiếp với người bệnh, đặc biệt ở nơi tập trung đông người như trường học, nhà trẻ... Hiện nay chưa có vắc xin đặc hiệu phòng chống cúm A(H1N1).
Khi có vắc xin, việc tiêm phòng bệnh phải tuân thủ theo hướng dẫn của cơ quan y tế. Các dấu hiệu chính của bệnh cúm A(H1N1). Bệnh có biểu hiện sốt trên 38 độ C, ho, đau họng, sổ mũi, đau đầu, đau cơ, mệt mỏi. Một số trường hợp nặng có thể bị suy hô hấp và dẫn đến tử vong.
Bệnh cúm A(H1N1) có triệu chứng giống với cúm thông thường, chỉ có thể chẩn đoán xác định bằng lấy dịch mũi họng để xét nghiệm Virus cúm A/H1N1 có thể tồn tại khá lâu ngoài môi trường, người dân cần tuân thủ hướng dẫn chống dịch của ngành y tế.

## Con đường lây nhiễm
Cúm A lây qua đường mũi, miệng, mắt. Một nghiên cứu chi tiết mới đây về virus cúm H1N1 cho thấy đây là dịch bệnh nguy hiểm hơn người ta vẫn nghĩ rất nhiều. Trong báo cáo nhanh công bố trên tờ Nature vừa qua, nhóm nghiên cứu quốc tế dẫn đầu bởi nhà virus học Yoshihiro Kawaoka đã cung cấp hình ảnh chi tiết của virus cúm H1N1 cũng như độc tính của nó. Khác với các virus cúm theo mùa thông thường, H1N1 cho thấy khả năng tấn công sâu vào các tế bào phổi, nơi nó gây ra chứng viêm phổi và thậm chí dẫn tới tử vong trong trường hợp nghiêm trọng. Trái lại, virus cúm theo mùa thường chỉ tấn công các tế bào thuộc phần trên của hệ hô hấp.
"Người ta đang hiểu lầm về loại virus này," Kawaoka, giáo sư y khoa tại trường Dược Madison cho biết. "Đợt cúm H1N1 hiện nay được cho là bệnh cúm theo mùa thông thường. Nhưng nghiên cứu mới đã cho kết quả ngược lại. Có những bằng chứng rõ ràng để khẳng định rằng đây không phải là virus cúm theo mùa." Khả năng tấn công phổi là một khả năng rất đáng sợ, nó tương tự như ở các virus khác đã từng gây ra dịch bệnh lớn, điển hình như dịch cúm năm 1918 đã giết chết hàng chục triệu người vào cuối Thế Chiến thứ nhất. Ngoài ra, virus H1N1 hiện tại cũng có nhiều điểm tương đồng nữa với virus 1918, Kawaoka tiết lộ - nghiên cứu cho thấy những người sinh trước năm 1918 có kháng thể bảo vệ họ trước sự tấn công của virus H1N1. Và rất có thể, ông nói thêm, virus này sẽ càng trở nên nguy hiểm hơn do dịch bệnh vẫn đang lan rộng và virus đã phát triển thêm những đặc tính mới. Hiện tại đang là mùa cúm ở nam bán cầu, và virus H1N1 sẽ phát triển mạnh hơn nữa khi bắc bán cầu bước vào thu và mùa đông – mùa phổ biến cúm ở vùng này.
Virus cúm H1N1 (màu đỏ) đã được chứng minh là có độc tính cao hơn các nhà khoa học vẫn nghĩ trước đây. Hình dáng như sợi chỉ nhỏ của loại virus này cũng được cho là rất bất thường. Để đánh giá được bản chất độc tính của virus H1N1, Kawaoka cùng đồng nghiệp đã thử lây nhiễm virus này cùng một virus cúm theo mùa thông thường cho các đàn chuột, chồn sương, và động vật linh trưởng. Họ nhận thấy virus H1N1 sao chép nhanh hơn nhiều trong hệ hô hấp so với virus cúm theo mùa và gây ra những thương tổn nghiêm trọng cho phổi, tương tự như thương tổn gây ra bởi virus ở các dịch cúm lớn trước đây.
"Khi chúng tôi tiến hành thí nghiệm ở chồn sương và khỉ, virus cúm theo mùa không sao chép trong phổi," Kawaoka giải thích. "Trong khi đó, virus H1N1 lại sao chép đặc biệt hiệu quả trong cơ quan này." Nghiên cứu mới được tiến hành với các mẫu virus lấy từ bệnh nhân tại California, Wisconsin, Hà Lan và Nhật Bản.
Báo cáo mới trên tờ Nature cũng đánh giá phản ứng miễn dịch của những đàn động vật nói trên đối với virus mới. Phát hiện đáng chú ý nhất, theo Kawaoka, là những người đã bị nhiễm virus cúm năm 1918 hiện tại đều đã rất già nhưng lại có kháng thể trung hòa được virus H1N1. "Những người có độ chuẩn kháng thể cao là những người sinh trước năm 1918," ông cho biết.
Kawaoka nói rằng điều đáng lo ngại từ nghiên cứu này là virus H1N1 hóa ra nguy hiểm hơn rất nhiều so với các báo cáo trước đó, nhưng kết quả cũng cho thấy những loại thuốc kháng virus đã được sử dụng hay đang trong quá trình thử nghiệm đều là hàng rào bảo vệ hiệu quả và làm chậm sự lây lan của dịch bệnh trong cộng đồng. Theo Kawaoka, hiện có ba loại hợp chất kháng virus, và nhóm nghiên cứu đã kiểm nghiệm trên chuột hiệu quả của hai trong ba hợp chất này cùng hai loại thuốc kháng virus thử nghiệm khác. "Các loại thuốc đang sử dụng và thử nghiệm đều cho hiệu quả tốt trên những con vật mẫu, đảm bảo rằng chúng cũng sẽ hoạt động tốt ở người."
Các thuốc kháng virus được xem là hàng rào bảo vệ hàng đầu trong khi việc phát triển và đưa vào sản xuất hàng loạt vắcxin phòng cúm phải mất ít nhất vài tháng.

## Phòng ngừa và điều trị
Bác sĩ Phan Quân Hùng, Phó Khoa Y tế công cộng, Viện Pasteur TP. Hồ Chí Minh cho biết: virus cúm A/H1N1 tồn tại khá lâu ngoài môi trường, có thể sống từ 24 đến 48 giờ trên các bề mặt như bàn, ghế, tủ, tay vịn cầu thang...; tồn tại trong quần áo từ 8 đến 12 giờ và duy trì được 5 phút trong lòng bàn tay.
Loại virus này đặc biệt sống lâu trong môi trường nước; có thể sống được đến 4 ngày trong môi trườn nước ở nhiệt độ khoảng 22 độ C và sống đến 30 ngày ở nhiệt độ 0 độ C.
Thời điểm mùa đông là thời tiết thuận lợi cho virus phát triển, dự kiến số người mắc bệnh sẽ tăng cao vào mùa đông tới nên cần tăng cường các biện pháp phòng chống. Các hồ bơi trong các khách sạn cũng có thể tạo ra môi trường cho virus phát triển, nhất là vào thời tiết mưa dầm, thiếu ánh nắng để diệt virus.
Theo bác sĩ Nguyễn Đắc Thọ, Phó Giám đốc Trung tâm y tế dự phòng thành phố Hồ Chí Minh, cách tốt nhất để phòng chống dịch cúm A/H1N1 là người dân cần thực hiện đúng theo khuyến cáo của ngành Y tế với các biện pháp: rửa tay sạch hằng ngày bằng xà phòng hoặc dung dịch nước sát khuẩn, giữ vệ sinh cá nhân thật tốt; khi ho, khạc cần lấy khăn che miệng, nếu có vấn đề về sức khỏe thì phải đeo khẩu trang để tránh lây nhiễm bệnh cho những người xung quanh. Người dân phải sử dụng khẩu trang đúng cách, không vứt khẩu trang bừa bãi, tránh tạo điều kiện phát tán dịch bệnh.
Theo bác sĩ Thọ, ngành Y tế quan ngại trước hiện tượng người dân gửi mua thuốc Tamiflu từ nước ngoài về bằng con đường xách tay. Điều này rất nguy hiểm vì nếu sử dụng thuốc không đúng cách thì sẽ gây ra hiện tượng kháng thuốc, ảnh hưởng đến việc điều trị.
Đến nay, dịch cúm A/H1N1 đã chính thức lây lan trong cộng đồng. Việt Nam đã có 763 trường hợp nhiễm cúm A/H1N1, trong đó khu vực phía Nam có 680 ca, số ca bệnh tập trung ở đối tượng từ 10 đến 29 tuổi. Tại TP.Hồ Chí Minh nhiều cơ quan, doanh nghiệp đã có phương án chủ động đối phó với dịch cúm A/H1N1: Ngân hàng Sacombank trang bị khẩu trang cho toàn bộ nhân viên cũng như khách hàng đến giao dịch, hướng dẫn cho cán bộ nhân viên những kiến thức cơ bản về cách phòng chống cúm... Các siêu thị, cao ốc văn phòng như Big C, Co.op Mart, Sun Wah, Melinh Point, nhiều nhân viên đeo khẩu trang khi tiếp xúc với khách.
Được biết, Tổ chức Y tế thế giới (WHO) đã quyết định đổi tên virus cúm A/H1N1 thành virus cúm đại dịch H1N1/09 để tránh nhầm lẫn với virus cúm A/H1N1 (cúm mùa) trước đó.

## 10 khuyến cáo phòng chống cúm A/H1N1
1. Cúm A(H1N1) là bệnh nhiễm trùng đường hô hấp cấp tính do virus cúm A(H1N1) gây ra.
2. Bệnh lây truyền qua đường hô hấp do tiếp xúc với các giọt nước bọt hay dịch tiết mũi họng của người bệnh hoặc với đồ vật bị nhiễm virus rồi đưa lên mũi, miệng.
3. Bệnh lây nhiễm nhanh từ người sang người trong thời gian 1 ngày trước tới 7 ngày sau kể từ khi có triệu chứng bệnh.
4. Những người mắc bệnh mạn tính, phụ nữ mang thai, người già, trẻ em cần tránh tiếp xúc với người nghi ngờ mắc bệnh.
5. Tăng cường vệ sinh cá nhân, thường xuyên rửa tay bằng xà phòng, che miệng và mũi khi ho, hắt hơi.
6. Học sinh, sinh viên và nhân viên tự theo dõi sức khỏe hàng ngày, nếu có biểu hiện sốt, ho, đau họng… thì thông báo cho Ban giám hiệu, y tế địa phương.
7. Tránh tiếp xúc với người bị cúm. Đeo khẩu trang y tế và giữ khoảng cách trên 1 mét nếu phải tiếp xúc với người bệnh.
8. Vệ sinh và mở cửa thoáng mát nơi ở, lớp học, phòng làm việc; lau chùi bề mặt, vật dụng bằng hoá chất sát khuẩn thông thường.
9. Học sinh, sinh viên, cán bộ và nhân viên có biểu hiện cúm khi đang ở nhà trường thì cần được cách ly và đeo khẩu trang.
10. Không tự ý sử dụng thuốc đặc biệt là thuốc kháng vi rút như Tamiflu... Việc chỉ định sử dụng phải theo hướng dẫn của thầy thuốc.

## Hình ảnh

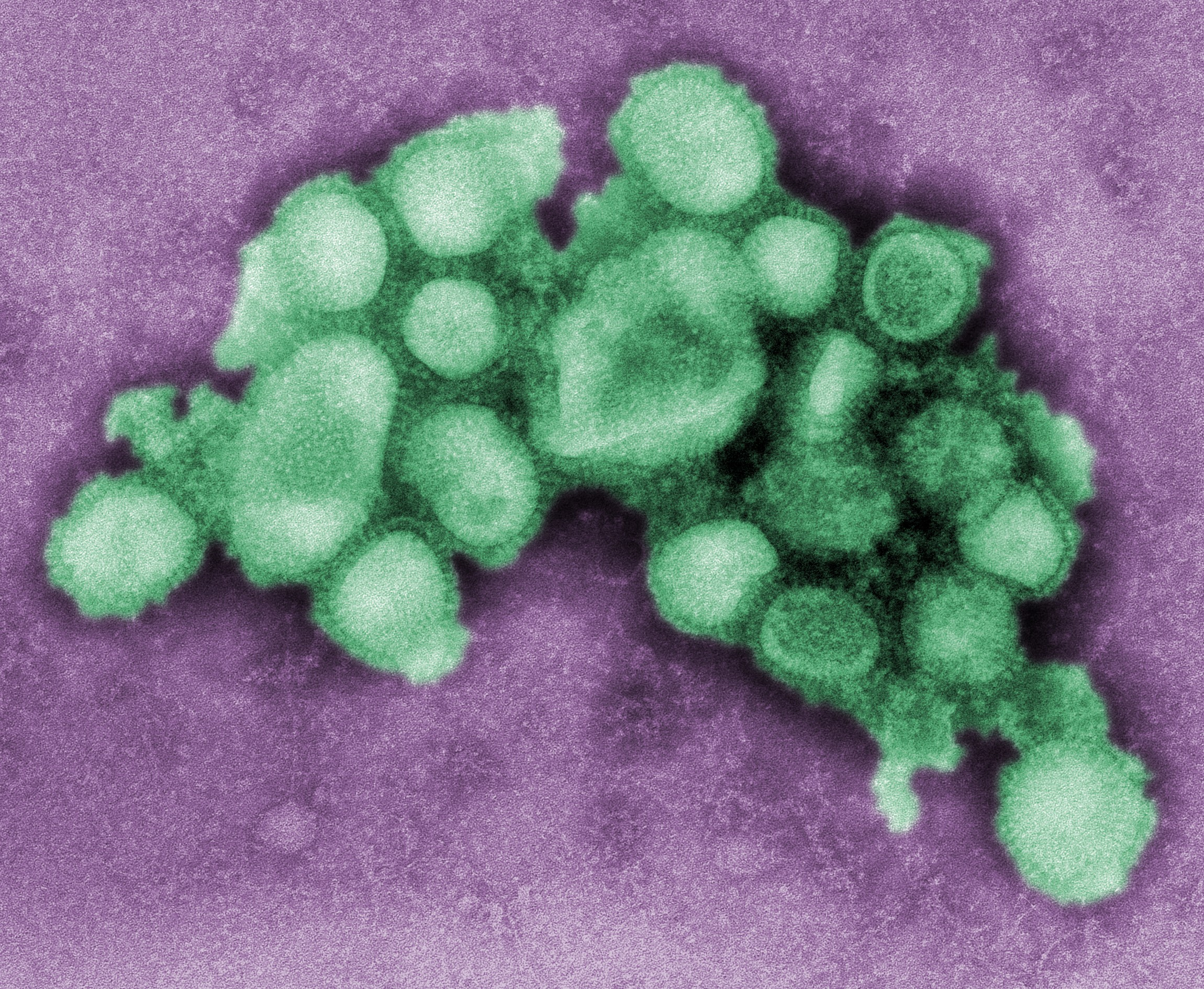
Hình ảnh nhiễu xạ điện tử màu (TEM) mô tả một số cấu trúc siêu hiển vi của virut cúm A / CA / 4/09.
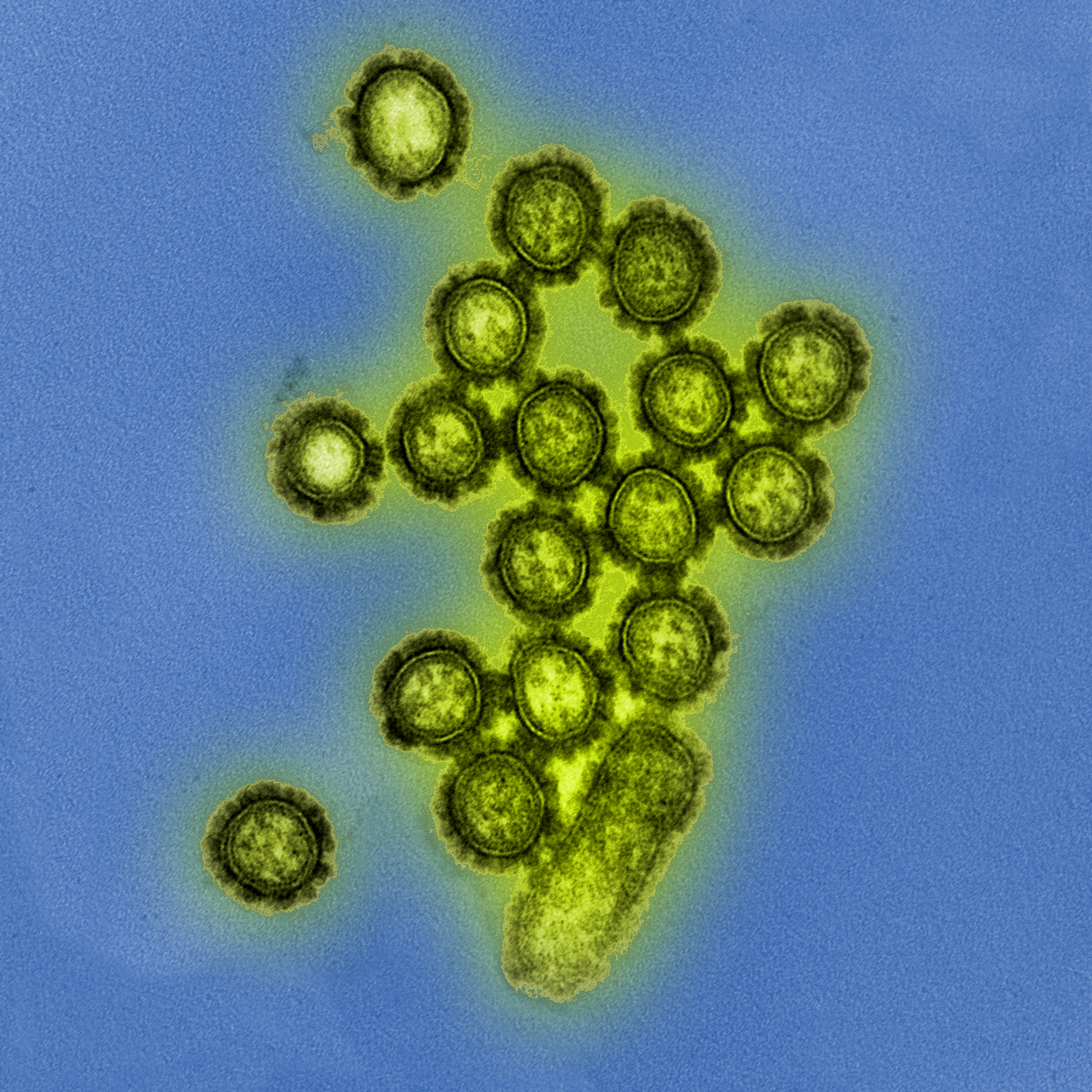
Các hạt virus cúm H1N1 với các protein bề mặt được thể hiện bằng màu đen.
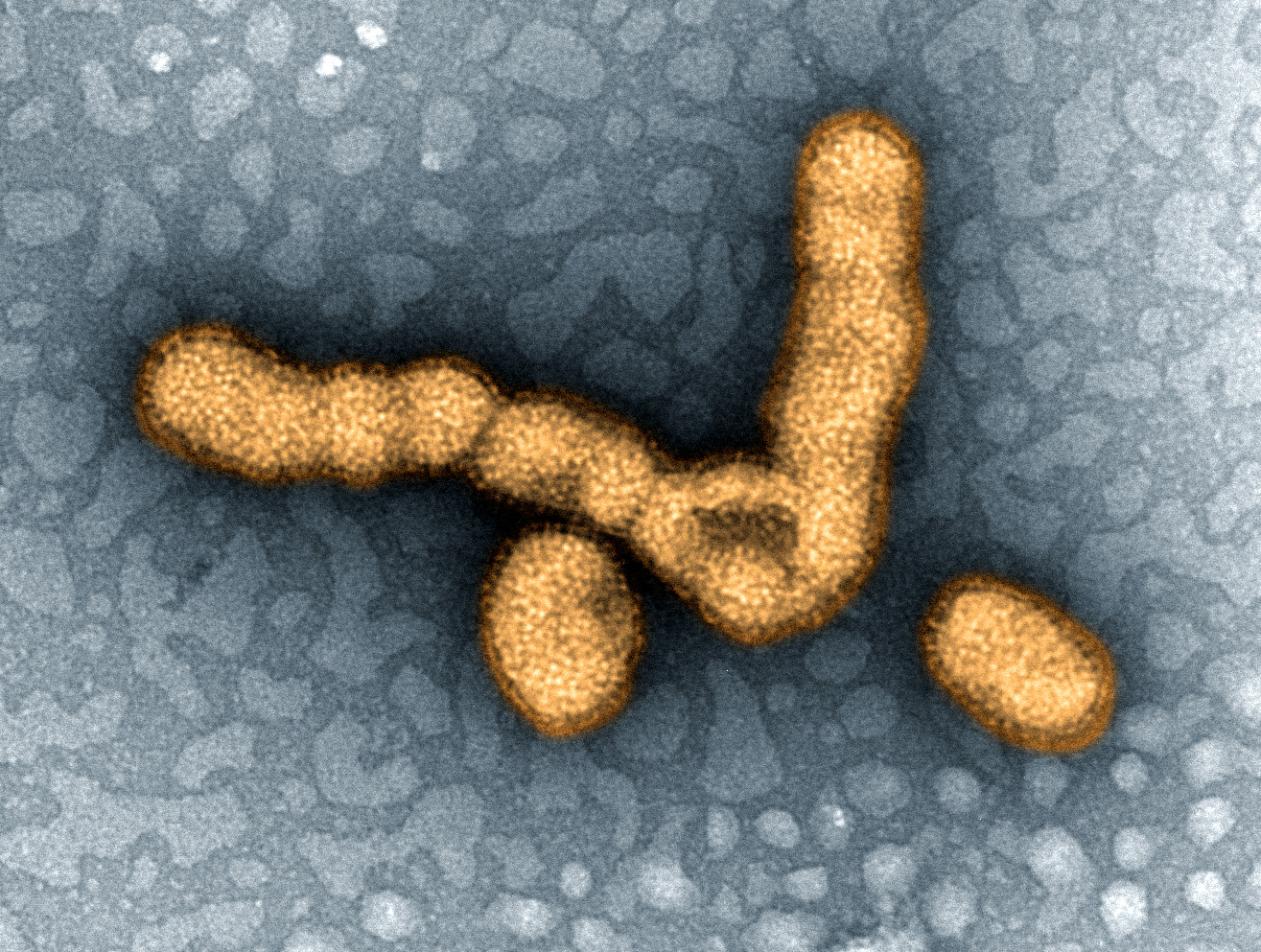
Hình ảnh nhiễu xạ điện tử màu này cho thấy các hạt virus cúm H1N1.
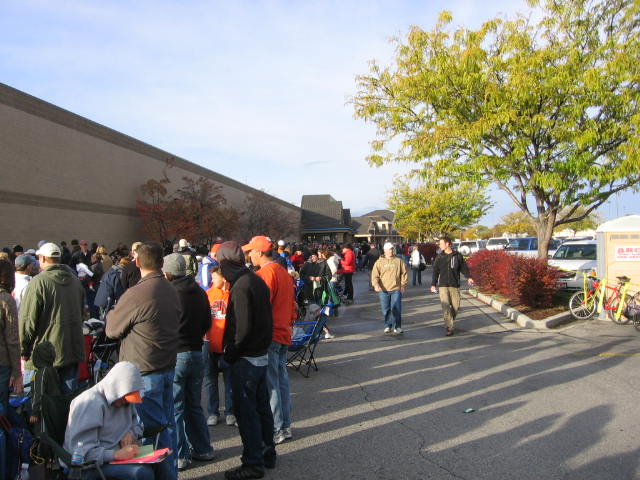
Những người có nguy cơ nhiễm cao xếp hàng để thực hiện tiêm chủng H1N1 tại Boise, Idaho.